# Gardeja
Gardeja (Garnsee fino al 1945) è un comune rurale polacco del distretto di Kwidzyn, nel voivodato della Pomerania.
Ricopre una superficie di 192,98 km² e nel 2004 contava 8 248 abitanti.